# Das 100 Millionen Dollar Date
Das 100 Millionen Dollar Date (auch Rendezvous mit einem Millionär) ist ein deutsches Filmdrama des Regisseurs Josh Broecker aus dem Jahr 2007. In der Hauptrolle verkörpert Katharina Böhm die alleinerziehende Mutter Nika Berndssen.

## Handlung
Nika Berndssen ist seit dem Tod ihres Mannes eine alleinerziehende Mutter. Ihr Kind Oliver stellt immer viele Fragen, die sie jedoch nur teilweise beantworten kann, des Öfteren fehlt ihr sogar jegliche Antwort. Dazu beitragen mag auch, dass sie eigentlich sowieso mit der ganzen Situation überfordert ist, denn nebenher verdient sie den kompletten Lebensunterhalt für sich und ihren Sohn mit einer kleinen Computerfirma.
Es kommt der Zeitpunkt, an dem es Oliver reicht, dass er fast immer nur unbefriedigende Antworten auf seine Fragen erhält und so sendet er eine E-Mail an Bill Gates. Diese landet natürlich nicht bei dem Milliardär persönlich im Posteingang, aber immerhin bei der zuständigen Pressestelle. Als dort die Nachricht von Oliver gelesen wird, verstößt ein Mitarbeiter gegen die Regeln und gibt sich als den eigentlichen Adressaten aus. Unter der Vorgabe, der Softwaregigant persönlich zu sein, beantwortet der Angestellte John Lindquist Olivers Nachrichten.
Aufgrund der Annahme, dass Bill Gates ihm persönlich geantwortet hat, bewegt Oliver seine Mutter dazu, mit ihm nach Seattle zu reisen, um Bill Gates zu treffen. In Washington angekommen, erfahren die beiden, dass es nur ein Angestellter von Bill Gates war, der Olivers Nachrichten beantwortet hat.

## Erstausstrahlung
Das 100 Millionen Dollar Date wurde am 27. November 2007 erstmals auf Sat.1 ausgestrahlt.

## Produktion
Produziert wurde der Film von Sperl Schott Film (München) im Auftrag von Sat.1. Gedreht wurde in Berlin und Seattle.

## Kritiken
Die Kritiken fallen überwiegend vernichtend aus. Beispielsweise konstatiert der Filmkritiker Tilmann P. Gangloff: „Story und Titel sind großer Quatsch [...]“.
TV Spielfilm urteilt mit scharfen Worten: „Überzuckerter Schnulz“. Die Programmzeitschrift beendet ihre Kritik mit dem vernichtenden Fazit: „Warum gibt’s keine Spamfilter fürs TV?“.